# 日本土人形資料館
日本土人形資料館（にほんつちにんぎょうしりょうかん）は長野県中野市にある観光会館であり、土人形の資料館となっている。中野市観光会館条例に基づいて運営され、正式名称は「中野市観光会館・日本土人形資料館」である。
1989年開館。一般財団法人「信州なかの産業・観光公社」が管理・運営をしている。

## 概要
中野市に継承される、京都・伏見の流れをくみ、主に縁起物を題材とする「中野人形（奈良家）」と、愛知・三河地方の流れをくみ、主に歌舞伎を題材とする「立ヶ花人形（西原家）」の展示をはじめ、全国の土人形2000点余を収蔵・展示している。土人形の絵付も体験できる。

## 利用情報

### 観覧料
- 一般　：300円
- 高校生以下：150円

### 開館時間
- 3月～11月：9:00～17:00
- 12月～2月：10:00～16:00

### 休館日
毎週木曜日、12月29日～1月3日

## 交通
- 上信越自動車道信州中野ICから約20分
- 信州中野駅からタクシー5分[2]